# Darlene Conley
Darlene Conley (* 18. Juli 1934 in Chicago, Illinois; † 14. Januar 2007 in Los Angeles, Kalifornien) war eine irisch-US-amerikanische Schauspielerin.

## Leben
Ihr Vater war Ire, ihre Mutter war Deutsche.
In den späten 1950er und frühen 1960er Jahren war Darlene Conley bei einer reisenden Theatergruppe engagiert. Eine ihrer frühen Filmrollen hatte sie 1963 in Hitchcocks Die Vögel, wo sie allerdings nur eine unbedeutende Nebenrolle als Kellnerin übernahm.
Ihre Serien-Karriere begann mit einer Rolle in Schatten der Leidenschaft (Originaltitel: The Young and the Restless). Sie spielte dort von 1979 bis 1987 (mit Unterbrechungen) die Rolle der Rose DeVille, die Leiterin eines Prostitutionsringes war, die auch vor Kindesentführung nicht zurückschreckte. Zum Ensemble der US-amerikanischen Fernsehserie Reich und Schön (Originaltitel: The Bold and the Beautiful) stieß Darlene Conley im Dezember 1988. In Reich und Schön spielt sie die arrogante und freche Sally Spectra, die anfangs die Modestücke der Forrester Creation genommen und unter dem Namen Spectra Fashion verkauft hat. Als es nach fast zwei Jahren Laufzeit der Serie Zeit wurde, dem Gespenst ein Gesicht zu geben, wandte sich der Regisseur Bell an die rothaarige Dame. Sie avancierte zu einer der beliebtesten Soap-Darstellerinnen und ist bis heute die einzige Daytime-Soap-Darstellerin, die in ihrer Emmy-Award-nominierten Rolle als Sally in den Wachsfigurenkabinetten von Madame Tussaud in Amsterdam und Las Vegas vertreten ist.
Conley war von 1959 bis 1966 mit dem Schauspieler William Woodson und von 1970 bis 1981 mit Kurt Hensch verheiratet. Aus erster Ehe hat sie einen Sohn.

## Krankheit und Tod
Im Herbst 2006 diagnostizierten Ärzte bei der beliebten Schauspielerin ein Magenkarzinom. In der Hoffnung, dass das Krebsleiden therapierbar sein könnte, diskutierte man innerhalb der Crew von Reich und Schön über ein Einflechten der Krankheit in die Storyline der Sally Spectra, auch, um mögliche äußere Krankheitszeichen plausibel zu machen. Doch schritt der Krebs sehr schnell voran; am 14. Januar 2007 verstarb Darlene Conley, was bei ihrer weltweiten Fangemeinde große Bestürzung auslöste.

## Filmografie (Auswahl)
- 1963: Die Vögel (The Birds)
- 1967: Das Tal der Puppen (Valley of the Dolls)
- 1968: Gesichter (Faces)
- 1970: Captain Milkshake
- 1971: Minnie und Moskowitz (Minnie and Moskowitz)
- 1972: Lady Sings the Blues
- 1986: Archie und Harry – Sie können’s nicht lassen (Tough Guys)
- 1987: Ein Engel auf Erden  – Tod auf dem Schulhof